# Dmytro Dmytrenko
Dmytro Mychajlovyč Dmytrenko (in ucraino Дмитро Михайлович Дмитренко?; Kiev, 25 luglio 1973) è un ex pattinatore artistico su ghiaccio ucraino, fino al 1991 sovietico, specializzato nel singolo.

## Risultati
GP: Champions Series / Grand Prix
| [ 1 ]                     | [ 1 ]         | [ 1 ]         | [ 1 ]         | [ 1 ]         | [ 1 ]         | [ 1 ]         | [ 1 ]         | [ 1 ]         | [ 1 ]         | [ 1 ]         | [ 1 ]         | [ 1 ]         |
| Evento                    | 1990–91 (URS) | 1991–92 (URS) | 1992–93 (UKR) | 1993–94 (UKR) | 1994–95 (UKR) | 1995–96 (UKR) | 1996–97 (UKR) | 1997–98 (UKR) | 1998–99 (UKR) | 1999–00 (UKR) | 2000–01 (UKR) | 2001–02 (UKR) |
| ------------------------- | ------------- | ------------- | ------------- | ------------- | ------------- | ------------- | ------------- | ------------- | ------------- | ------------- | ------------- | ------------- |
| Giochi olimpici invernali |               |               |               |               |               |               |               | 14°           |               |               |               | 18th          |
| Campionati mondiali       |               |               | 12°           |               |               | 16°           |               |               | 11°           | 15°           | 23°           | 22°           |
| Campionati europei        |               |               | 1°            | 6°            | 7°            | 7°            | 8°            | 8°            |               | 3°            | R             | 11°           |
| GP Finale                 |               |               |               |               |               |               | 6°            |               |               |               |               |               |
| GP Lalique                |               |               |               |               |               |               |               |               | 4°            |               |               |               |
| GP Nations/Spark.         |               |               |               |               |               |               | 2°            | 6°            |               | 7°            |               |               |
| GP NHK Trophy             |               |               |               |               |               |               | 3°            | 8°            |               |               | 5°            |               |
| GP Skate Canada           |               |               |               |               |               | 7°            | 5°            |               |               | 9°            |               |               |
| Finlandia Trophy          |               |               |               |               |               |               |               | 4°            | 1°            |               |               | 9°            |
| Golden Spin               |               |               |               |               |               |               |               |               |               |               |               | 4°            |
| Inter. de Paris           |               |               |               | 5°            |               |               |               |               |               |               |               |               |
| Nations Cup               |               |               |               |               | 3°            |               |               |               |               |               |               |               |
| Nebelhorn Trophy          |               |               |               |               |               |               |               |               |               |               | 3°            |               |
| Nepela Memorial           |               |               |               |               |               |               |               |               |               |               | 2°            |               |
| Schäfer Memorial          |               | 1°            | 1°            |               |               |               |               |               |               |               |               |               |
| Skate Canada              |               |               |               | 4°            | 4°            |               |               |               |               |               |               |               |
| Skate Israel              |               |               |               |               |               | 2°            | 2°            |               | 1°            |               |               |               |
| Ukrainian Souvenir        |               |               |               | 1°            | 2°            |               |               |               |               |               |               |               |
| Internazionali            |               |               |               |               |               |               |               |               |               |               |               |               |
| Campionati mondiali       |               | 1°            |               |               |               |               |               |               |               |               |               |               |
| Blue Swords               | 1°            |               |               |               |               |               |               |               |               |               |               |               |
| Nazionali                 |               |               |               |               |               |               |               |               |               |               |               |               |
| Campionati ucraini        |               |               | 1°            | 2°            | 3°            | 2°            | 3°            | 2°            | 3°            | 2°            | 1°            | 2°            |
| R: Ritirato               |               |               |               |               |               |               |               |               |               |               |               |               |